# Yilmana Densa
Pour les articles homonymes, voir Adet et Densa.
Yilmana Densa (littéralement « Yilma et Densa », anciennement Adet) est un woreda de la zone Mirab Godjam de la région Amhara, au nord-ouest de l'Éthiopie. Le woreda a 214 852 habitants au recensement de 2007, dont plus de 19 000 vivent à Adet, son chef-lieu.

## Géographie
Situé dans l'est de la zone Mirab Godjam et limitrophe de la zone Misraq Godjam, le woreda Yilmana Densa est bordé par le Nil Bleu qui le sépare de la zone Debub Gondar.
| Bahir Dar Zuria | Dera (Debub Gondar) | Mirab Este (Debub Gondar)      |
| Mecha           | Yilmana Densa       | Hulet Ej Enese (Misraq Godjam) |
| Sekela          | Kuarit              | Goncha                         |

Son chef-lieu, Adet, se trouve autour de 2 200 m d'altitude, à 45 km au sud-ouest de la capitale régionale, Baher Dar, sur la route de Mota. Les sommets environnants atteignent 2 500 m d'altitude.
La rivière d'Adet se jette dans le Nil Bleu en aval des chutes de Tis Abay.
Gonji ou Gonj est une localité de l'est du woreda située un peu à l'écart de la route de Mota.

## Démographie
D'après le recensement national de 2007 réalisé par l'Agence centrale de la statistique (Éthiopie), Yilmana Densa compte 214 852 habitants et 9 % de la population est urbaine,.
La plupart des habitants (98 %) sont orthodoxes et 1,8 % sont musulmans.
La population urbaine correspond aux 19 169 habitants de Gish Abay.
Avec une superficie de 927 km2[réf. souhaitée], le woreda a en 2007 une densité de population de 232 personnes par km2.
Début 2022, la population du woreda est estimée, par projection des taux de 2007, à 299 411 personnes.